# 刃駈
刃駈（はかる、1976年3月21日 - ）は、日本の男子プロレスラー。北海道出身。身長5尺6寸10毛（170cm）。体重25貫（95kg）。プロレスリング侍志團所属。

## 経歴
2001年、イーグルプロレスにてヒールのペイントレスラー「豹魔」としてデビュー。
2005年のイーグル解散以前から、大日本プロレスに参戦し、フリーになって以降も主に谷口裕一とのタッグで活躍。12月、稲松三郎とのタッグで蛍光灯デスマッチに挑戦するが、この試合で評価を上げたのは、今井ではなく稲松だった。この試合以降、デスマッチのカードにラインナップされることはなかった。
2006年6月4日大日本桂スタジオ大会、再び蛍光灯デスマッチに挑戦するが、結果は振るわず。その後の葛西純とのボブワイヤーボードデスマッチでも敗戦し、BADBOY非道とのハードコアマッチに至っては、わずか2分弱で負けを喫するという大失態。7月30日の桂大会で近藤博之とのタッグで、葛西・"黒天使"沼澤邪鬼の「045邪猿気違's 」との通常ルールでの試合でも結果を出せなかった今井に対し、「大日本の練習生からやり直せ！」と、沼澤の怒りが爆発。これを受けて8月、リングネームを本名に戻して大日本に練習生として入団。9月23日桂大会から出直し。その間に肉体改造に成功。
2008年、大日本プロレスは5月末日をもって今井計が退団したことを発表した。今井本人の希望で今後はフリーとして活動を続ける。9月7日、愛知でのプロレス興行「愛プロレス博2008 ～絆～」での試合後にスポルティーバエンターテイメント所属になることを志願。その後今井泪として再デビューし、スポルティーバでのプロレス興行に参戦している。2009年3月より、スポルティーバのコーチとなり、練習生の指導、育成などを担当。
2009年7月より、リングネームを刃駈（ハカル）に改名し、スポルティーバを退団。再びフリーとなり、東海プロレスをはじめとした東海地区のインディ団体を中心に活動する。また、改名を期にコスチュームを和風のものに変更し、リングイン時には持参した居合刀で抜刀パフォーマンスを行うなど、独自のスタイルを確立する。
2010年11月より元弟子の忍者と「愛知忍者の会」を設立。愛知忍者の会メンバーは下記の4名。
- シャドー・フェニックス（DEP所属）
- 刃駈（プロレスリング侍志團所属）
- 文科系忍者記者ドラゴン・ジョー（㈱山口敏太郎タートルカンパニー所属）
- 装甲忍伝 刃（封魔忍軍所属）

2011年、岐阜にて知人の紹介でオカルト作家山口敏太郎監修の岐阜の町興し短編映画「エックスマン対口裂け女」に忍者エックスマン役で出演。
2012年3月21日、プロレスリング侍志團プレ旗揚げ戦を東海プロレス道場にて開催。7月8日にはプロレスリング侍志團旗揚げ戦を東海プロレス道場にて行う。7月21日より9月23日まで岐阜にて前年の映画出演に続き、山口敏太郎監修・岐阜柳ケ瀬お化け屋敷「恐怖の細道」にて恐怖の案内人を務める。9月9日には、お化け屋敷の二階にてお化け屋敷プロレス「妖怪プロレスワールドカップ」を開催した。
2013年以降も「恐怖の細道」の恐怖の案内人を務め、2014年2月には山口敏太郎原作・ドキュメントホラー映画『呪い面』に証言者として出演。2017年には“最恐”怪談師決定戦「怪談王」にも登場するなど、ホラーアクター・怪談師としての一面も持つ。
2014年2月、東海プロレスにて、コスモ☆ソルジャー、加藤拳とのユニット・剣『ブレイド』を結成し、メインイベントにて勝利。4月19日、BREVES興行にて10年振りに、西調布格闘技アリーナにパンサー・ヴァリオンとして参戦した。
以降はプロレスリング侍志團の興行を定期的に開催する傍ら東海プロレスにレギュラー参戦していたが、2017年4月の侍志團興行で東海プロレス・ブラックにゃん太郎との抗争が勃発。ブラックにゃん太郎のマスクを剥ぎ取りヒール転向を宣言。「悪路剣客（あくろけんかく）刃駈」を名乗り活動している。また、2017年5月に旗揚げした「岐阜柳ヶ瀬プロレス」にもレギュラー参戦している。

## 得意技
- 三途の渡し舟

相手の両足を監獄固めに捕らえ、両腕で相手の首と右腕を極める複合関節技。
- 同田貫宗廣

フライングラリアット。ヒット時に両足を大きく前に振り出すのが特徴。
- 鋭刃洲雷堕嗚呼

ファルコンアローと同型。
- 和泉守兼定

左腕へのスライディングローキック。
- 上弦の月

ステップ式ムーンサルトプレス。

## 入場曲
- SAMURAI（HAN-KUN）

## プロレスリング侍志團
プロレスリング侍志團（プロレスリングじしだん）は、愛知県を中心に活動しているプロレス団体。

### 特徴
男性客を「お殿様」、女性客を「お姫様」、レフェリーを「審判員」、リングアナウンサーを「猛者呼び込み師」、試合を「御前試合」、メインイベントを「大詰御前試合」と呼んで和風の世界観を貫いている。

### 歴史
- 2012年5月、自称江戸末期からタイムスリップして来たという天才史上最年少老中の駿河烈衛門がプロレスを大好きになり設立した娯楽御前試合団体。
- 7月8日、東海プロレス道場で旗揚げ戦を開催。
- 2013年9月7日、日本列島プロレス連盟に参加[1]。

### 所属選手
- 刃駈
- ダークネス・クロウ
- ジャヴァリ勝家